# Nicolas Renavand

Nicolas Renavand nacido el 25 de junio de 1982 es un tenista profesional francés.Su ranking más alto a nivel individual fue el puesto n.º 225, alcanzado el 15 de abril de 2013. A nivel de dobles alcanzó el puesto n.º 128 el 8 de julio de 2013.
Participa principalmente en el circuito ATP Challenger Series, obteniéndo más éxito en la modalidad de dobles. 

## Carrera
A nivel individual ha obtenido 5 torneos futures, 4 en Francia y uno en Serbia. 
En la modalidad de dobles, además de los numerosos futures ganados, ha ganado los challengers de Bukhara en 2006, Orléans en 2 ocasiones, (2010-2011), de Cherbourg-Octeville en 2011, Blois y Timisoara en 2013.